# Gloeozystidenrindenschwämme
Die Gloeozystidenrindenschwämme (Vesiculomyces) sind eine Pilzgattung innerhalb der Familie der  Zystidenrindenpilzverwandten (Peniophoraceae). Die Pilze haben weiße bis gelbe, trocken häutige, feucht meist wachsartige, resupinate Fruchtkörper. Mikroskopisch sind sie durch ihre meist sulfonegativen Gloeozystiden und die fast kugeligen, glatten, amyloiden Sporen gekennzeichnet. Schnallen kommen normalerweise nicht vor. Vesiculomyces citrinus, der Zitronengelbe Gloeocystiden-Rindenpilz, ist die Typusart der Gattung.

## Merkmale
Die häutigen bis wachsartigen, resupinaten Fruchtkörper sind fest am Substrat angewachsen und werden bis zu 1 mm dick. Das Hymenium ist glatt oder höckerig und weiß, creme- oder ockerfarben. Die Pilze haben ein weiches und zumindest im feuchten Zustand mehr oder weniger wachsartiges Fleisch (Kontext). 
Das Sporenpulver ist weißlich. Die ellipsoiden bis fast kugeligen Sporen sind glatt, dünnwandig und amyloid. Sie messen 4–7 µm × 4–7 µm. Das Hyphensystem ist monomitisch und besteht aus einfachen, schnallenlosen Hyphen. Das Hymenium ist ein Euhymenium und besteht aus schmalkeuligen und 4-sporigen Basidien, die mehr oder weniger gestielt sind und zwischen 30–50 µm lang werden. Daneben findet man subhymeniale, spindelförmige, kugelige bis birnenförmige und 40–150 µm lange Gloeozystiden. Sie sind glatt, dünnwandig, mehr oder weniger aufgeblasen und ohne körnigen oder öligen Inhalt. Ihre Sulfobenzaldehydreaktion ist meist negativ. Außerdem findet man noch einfache, zur Spitze hin verjüngte oder perlenkettenartig eingeschnürte (moniliforme) Hyphidien.

## Ökologie und Verbreitung
Die Pilze wachsen saprobiotisch auf Totholz und können eine Weißfäule verursachen. Im Allgemeinen bevorzugen sie Nadelholz, können aber genauso gut auf Laubholz wachsen. Die Typusart ist in Europa und Nordamerika weit verbreitet.

## Systematik
Hagström schlug 1977 die Gattung Vesiculomyces vor, um Gloeocystidiellum-Arten mit Sulfobenzaldehyd-negativen Gloeocystiden, schnallenlosen Hyphen, langen, schmalen Basidien und fast kugeligen Basidiosporen von der damals noch sehr artenreichen Gattung Gloeocystidiellum abzutrennen. Als Typusart gab er Vesiculomyces citrinus (Pers.) Hagström (syn.: Thelephora citrina) an. Allerdings konnte J. Boidin schon 1958 zeigen, dass zumindest einige Arten der Gattung, darunter die Typusart Vesiculomyces citrinus zumindest in Kultur einige sulfobenzaldehyd-positiven Gloeozystiden bilden. 1976 wiesen Larsen und Burdsall darauf hin, dass die Sulfobenzaldehyd-Reaktion von Gloeozystiden sehr unzuverlässig und fehleranfällig ist, sodass dieses Merkmal ihrer Meinung nach nur von einem eingeschränkten, taxonomischen Wert sei. All dies führte dazu, dass Boidin und Lanquetin 1983 das ursprüngliche Gattungskonzept erweiterten und auch sulfopositive Arten wie Corticium chelidonium, C. lactescens, C. leucoxanthum, C. luridum, C. sulcatum und Gloeocystidiellum humilis in die Gattung Vesiculomyces stellten.
S.-H. Wu glaubte 1996, dass die Gattung Vesiculomyces aufgrund ihres Kernverhaltens und der bisweilen sulfobenzaldehyd-positiven Gloeozystiden synonym zu Gloiothele ist. Allerdings zeigen molekulare Untersuchungen von E. und K.H. Larsson (2003) und S.L. Miller und seinen Mitautoren (2006), dass Vesiculomyces, obwohl nah verwandt, ein Schwestertaxon von Gloiothele ist und als eigenständige Gattung angesehen werden muss. Insgesamt wurden seit 1977 13 Arten in die Gattung gestellt, die aber, laut Indexfungorum- und Mycobank-Datenbank, heute in die Gattungen Megalocystidium, Gloiothele, Gloeocystidiellum, Corticium oder Amylofungus gestellt werden. Da sie die Beobachtung von J. Boidin (1958) und Maekawa (1982), dass Vesiculomyces citrinus sulfopositive Gloeozystiden bildet, nicht bestätigen konnten, schlugen E. und K.H. Larsson vor, die Gattung mit der Typusart zu erhalten.